# سیگوگین

سیگوگین شهری در شهرستان کودوگو در استان بولکیمده در بورکینافاسوی غربی مرکزی است جمعیت آن ۱۳۵۲۸ نفر است.